# Hopperia muscatensis
Hopperia muscatensis is een rondwormensoort uit de familie van de Comesomatidae. De wetenschappelijke naam van de soort is voor het eerst geldig gepubliceerd in 1973 door Warwick.